# Rio Grand Morin
O rio Grand Morin é um rio localizado nos departamentos de Marne e Seine-et-Marne, em França. É afluente do rio Marne pela margem esquerda. Nasce perto de Lachy e corre para oeste por Esternay, La Ferté-Gaucher, Coulommiers e Crécy-la-Chapelle, desaguando no rio Marne em Esbly.
O seu principal afluente é o rio Aubetin.
Ao longo do seu percurso atravessa as comunas seguintes:
departamento de Marne
Lachy ~ Mœurs-Verdey (cantão de Sézanne) ~ Le Meix-Saint-Epoing ~ Châtillon-sur-Morin ~ Esternay ~ Neuvy ~ Joiselle ~ Villeneuve-la-Lionne (cantão de Esternay).
departamento de Seine-et-Marne
Meilleray ~ La Chapelle-Moutils ~ Saint-Martin-des-Champs ~ La Ferté-Gaucher ~ Jouy-sur-Morin ~ Saint-Rémy-la-Vanne ~ Saint-Siméon (cantão de La Ferté-Gaucher) ~ Chauffry ~ Boissy-le-Châtel ~ Coulommiers ~ Mouroux ~ Pommeuse ~ La Celle-sur-Morin ~Guérard (cantão de Coulommiers) ~ Dammartin-sur-Tigeaux ~ Tigeaux ~ Crécy-la-Chapelle ~ Voulangis ~ Villiers-sur-Morin ~ Couilly-Pont-aux-Dames ~ Saint-Germain-sur-Morin ~ Montry ~ Condé-Sainte-Libiaire (cantão de Crécy-la-Chapelle) ~ Esbly (para o canal lateral do Grand Morin)